# Ragnhild Kaarbø
Ragnhild Kaarbø (født 26. december 1889 i Harstad i Troms, død 20. august 1949 i Oslo) var en norsk kunstner som hovedsagelig malede kubiske kompositioner, portrætter og stilleben. Hun er i dag repræsenteret på Nasjonalgalleriet.
Desuden kan hendes kunst ses i Harstad kirke og bibliotek, samt i private samlinger både i Norge og i udlandet. I 2011 fik hun eget rum i Galleri NordNorge, hvor man kan finde 18 af hendes værker samlet.
| - Værker på Nasjonalmuseet - Komposition med hoved, 1925. Nasjonalmuseet - Komposition, uden år - Fra Siena, 1937 |